# Anomis iobapta
Anomis iobapta là một loài bướm đêm trong họ Erebidae.